# Nam Phong, Cao Phong
Nam Phong là một xã thuộc huyện Cao Phong, tỉnh Hòa Bình, Việt Nam.
Xã Nam Phong có diện tích 18,86 km², dân số năm 1999 là 3486 người, mật độ dân số đạt 185 người/km².